# Ora zero (film 1957)
Ora zero (Zero Hour!) è un film del 1957 diretto da Hall Bartlett.
Il film è servito da base per la parodia L'aereo più pazzo del mondo nel 1980.

## Trama
Il giorno in cui crede di aver trovato un'occupazione a lui congeniale, un ex pilota scopre che la moglie sta per lasciarlo. L'uomo riesce a raggiungerla in tempo sull'aereo, ignaro di cosa sta per accadere.